# Das Geheimnis von Schloß Monte Christo
Das Geheimnis von Schloß Monte Christo (Originaltitel: Ivanna) ist ein spanisch-italienischer Horrorfilm aus dem Jahr 1970. Regie führte José Luis Merino. Italienischer Titel ist Il castello dalle porte i fuoco. In Spanien war der Titel Ivanna, international Scream of the Demon Lover.

## Handlung
Dr. Ivanna Rakovsky, Chemikerin, tritt ihre neue Stelle beim undurchsichtigen Janos Dalmar an – sie soll im Laboratorium des bei Experimenten verbrannten Bruders des Grafen Forschung an menschlichen Zellen betreiben. Von den Dorfbewohnern gemieden, von rätselhaften Todesfällen begleitet, von realistisch erscheinenden Alpträumen geplagt, von Dalmar teils eingeschüchtert, teils umschmeichelt, kommt sie dem Geheimnis des Schlosses und der Morde auf die Spur. Der Bruder ist mitnichten tot, jedoch zur Unkenntlichkeit entstellt und jeglicher menschlichen Lust und Regung beraubt – außer der des Hasses. In einem letzten Kampf kann Janos Dalmar seinen Bruder ins ausgebrochene Feuer stoßen.

## Kritiken
- „Und so weiter“ befürchteten Hahn/Jansen in ihrem Lexikon des Horrorfilms.[2]

- „Nur mäßig spannender Gruselfilm nach Schema.“[3]